# Szczecin Główny–Trzebież Szczeciński
Szczecin Główny–Trzebież Szczeciński er en jernbane mellem Szczecin og Trzebież (voivodskabet Vestpommern) i Polen. På strækningen kører lokal-, regional- og fjerntrafik.
Banen løber fra Szczecin over Police, Dębostrów, Niekłończyca og Uniemyśl til Trzebież. Den blev åbnet i flere etaper, og den nuværende strækning blev afsluttet i 1910. Strækningen blev elektrificeret i 1982.

## Rejsetid
Mellem Szczecin og Trzebież:
| År      | Rejsetid |
| ------- | -------- |
| 1944/45 | 01t 30m  |
| 1948    | 02t 15m  |
| 1951/52 | 01t 20m  |
| 1967/68 | 01t 20m  |
| 1983/84 | 01t 15m  |
| 1989/90 | 01t 10m  |
| 1995/96 | 01t 10m  |
| 2002    | 01t 05m  |

## Stationer før anden verdenskrig
| - Stettin Hauptbahnhof (tidligere: Stettin Berliner Bahnhof) → Szczecin Główny - Stettin Pommerensdorf → Szczecin Pomorzany - Stettin Torney → Szczecin Turzyn - Stettin Kreckower Straße → Szczecin Pogodno - Stettin Westend → Szczecin Łękno - Stettin Zabelsdorf → Szczecin Niebuszewo - Stettin Bredow → Szczecin Drzetowo - Züllchow → Szczecin Żelechowo - Frauendorf – Szczecin Golęcino | - Gotzlow → Szczecin Gocław - Stolzenhagen-Kratzwieck → Szczecin Glinki - Odermünde (tidligere: Cavelwisch) → Szczecin Skolwin - Scholwin - Messenthin → Szczecin Mścięcino - Pölitz → Police - Jasenitz → Jasienica - Damuster → Dębostrów - Königsfelde-Wilhelmsdorf → Niekłończyca-Uniemyśl - Ziegenort → Trzebież Szczeciński |

## Galleri
- Jernbanestation Szczecin Turzyn
- Jernbanestation Szczecin Łękno
- Jernbanestation Szczecin Drzetowo
- Jernbanestation Trzebież Szczeciński